# Ісмаїл Юксек
Ісмаїл Юксек (тур. İsmail Yüksek, нар. 26 січня 1999, Ізнік) — турецький футболіст, півзахисник клубу «Фенербахче» і національної збірної Туреччини.

## Клубна кар'єра
Народився 26 січня 1999 року в місті Ізнік. Вихованець юнацьких команд низки турецьких футбольних клубів.
У дорослому футболі дебютував 2018 року виступами за команду «Гелджукспор», в якій провів два сезони, взявши участь у 49 матчах чемпіонату. 
2020 року уклав контракт із «Фенербахче», утім відразу був відданий в оренду до «Баликесірспора». 2001 року дебютував у складі головної команди «Фенербахче», після чого був знову відданий в оренду, цього разу до команди «Адана Демірспор». Згодом протягом 2021–2022 років також на орендній основі грав за «Бурсаспор». 
Знову повернувшись до «Фенербахче» у 2022 році, залишився у його складі, поступово виборовши собі місце одного з основних центральних захисників столичної команди. У розіграші 2022/23 здобув Кубок Туреччини.

## Виступи за збірну
2022 року дебютував в офіційних матчах у складі національної збірної Туреччини.
| Дата       | Місто         | Господарі         | Результат | Гості      | Турнір                               | Голи | Примітки  |
| ---------- | ------------- | ----------------- | --------- | ---------- | ------------------------------------ | ---- | --------- |
| 22-9-2022  | Стамбул       | Туреччина         | 3 – 3     | Люксембург | Ліга націй УЄФА 2022-2023 - 1-й етап | 1    | 81'       |
| 25-9-2022  | Торсгавн      | Фарерські острови | 2 – 1     | Туреччина  | Ліга націй УЄФА 2022-2023 - 1-й етап | -    | 60'       |
| 16-11-2022 | Діярбакир     | Туреччина         | 2 – 1     | Шотландія  | товариський матч                     | -    | 81'       |
| 19-11-2022 | Газіантеп     | Туреччина         | 2 – 1     | Чехія      | товариський матч                     | -    | 80'       |
| 25-3-2023  | Єреван        | Вірменія          | 1 – 2     | Туреччина  | Відбір до ЧЄ 2024                    | -    | 74' 90+1' |
| 28-3-2023  | Бурса (місто) | Туреччина         | 0 – 2     | Хорватія   | Відбір до ЧЄ 2024                    | -    | 38'       |
| 8-9-2023   | Ескішехір     | Туреччина         | 1 – 1     | Вірменія   | Відбір до ЧЄ 2024                    | -    | 61'       |
| 12-9-2023  | Генк          | Японія            | 4 – 2     | Туреччина  | товариський матч                     | -    | 46' 76'   |
| 12-10-2023 | Осієк         | Хорватія          | 0 – 1     | Туреччина  | Відбір до ЧЄ 2024                    | -    | 86'       |
| 15-10-2023 | Конья         | Туреччина         | 4 – 0     | Латвія     | Відбір до ЧЄ 2024                    | -    |           |
| 18-11-2023 | Берлін        | Німеччина         | 2 – 3     | Туреччина  | товариський матч                     | -    | 46'       |
| 21-11-2023 | Кардіфф       | Уельс             | 1 – 1     | Туреччина  | Відбір до ЧЄ 2024                    | -    |           |
| 22-3-2024  | Будапешт      | Угорщина          | 1 – 0     | Туреччина  | товариський матч                     | -    |           |
| 26-3-2024  | Відень        | Австрія           | 6 – 1     | Туреччина  | товариський матч                     | -    | 87'       |
| Усього     |               | Матчів            | 14        |            | Голів                                | 1    |           |

## Титули і досягнення
- Володар Кубка Туреччини (1):

«Фенербахче»: 2022-2023